# Karl Hugo Strunz
Karl Hugo Strunz (24 de febrero de 1910-19 de abril de 2006) fue un mineralogista alemán. Strunz es conocido por crear la clasificación Nickel-Strunz, cuya novena edición publicó junto a Ernest Henry Nickel.

## Biografía
Strunz nació el 24 de febrero de 1910 en Weiden in der Oberpfalz (Alto Palatinado, Baviera, Alemania). Asistió al 'Goethe-Oberrealschule Regensburg', una escuela secundaria con una fuerte formación científica en Ratisbona. En 1929 inició sus estudios de ciencias naturales en la Universidad de Múnich y se especializó en Mineralogía. Recibió su grado de doctorado en filosofía en 1933 de la Universidad de Múnich y dos años después su grado de doctorado en ciencias técnicas de la Universidad Técnica de Múnich.
Después de su graduación le otorgaron una beca de investigación en la Universidad Victoria de Mánchester (Mánchester, Inglaterra) donde trabajó con William Lawrence Bragg. Después se trasladó a la ETH Zurich (Suiza), donde fue asistente de Paul Niggli.
En 1937 Strunz pasó al Museo de Mineralogía del Museum für Naturkunde (Berlín, Alemania), donde fue asistente de Paul Ramdohr. Dos años después, en 1939, fue nombrado profesor en la 'Friedrich-Wilhelm University', ahora conocida como Universidad Humboldt en Berlín. Strunz mantuvo este puesto hasta el final de la Segunda Guerra Mundial en 1946.